# Aeroportul Satna
Aeroportul Satna (IATA: TNI, ICAO: VIST) este un aeroport din Satna⁠(d), Satna district⁠(d), Rewa division⁠(d), Madhya Pradesh, India.
Situat la o altitudine de 323 m, aeroportul dispune de o singură pistă. Este operat de Airports Authority of India⁠(d).